# طردان نجمي الشعر
الطَرَدان نجمي الشعر (باللاتينية: Cephalaria stellipilis) نوع نباتي يتبع جنس الطردان من الفصيلة الخمانية (وكان سابقا ضمن الفصيلة الممشقية التي دمجت ضمن الخمانية).

## الموئل والانتشار
النبات واطن في بلاد الشام وتركيا.